# 小口勝彦
小口 勝彦（おぐち かつひこ、1944年7月28日 - ）は、日本のアナウンサー、報道記者、テレビディレクター。
大阪府出身、早稲田大学文学部卒業。

## 略歴
早稲田大学文学部卒業後、1967年4月にTBSにアナウンサー12期生として入社（同期アナウンサーには青木靖雄、石森勝之、河野通太郎、久米宏、林美雄、宮内鎮雄、米沢光規）。11月15日にアナウンサー研修室設置に伴いアナウンサー研修室付兼ラジオ局第一制作部勤務となる。主にニュース・報道系を担当。
映画が好きで、ラジオ『朝のひととき』では日本映画を紹介。試写会にデンスケを持ち込んで音声をテープ録音したものを映画音楽・内容を紹介した。
その後、報道局ラジオニュース部に所属後、アナウンス職を離れディレクターに転身する。
1996年、『お天気クジラ』『JNNニュースの森』におけるウェザーナビの評価で技術振興賞放送番組技術賞を受賞。
元フジテレビアナウンサーの岩崎真純と結婚し、二児の父親となる。しかし、2009年10月に住宅2棟を全焼する火災に見舞われ、妻の真純を亡くした。また、この報道の際、小口の職業について団体職員と報じられている。

## 出演番組

### ラジオ
- 朝のひととき

## 制作番組
- お天気クジラ
- JNNニュースの森